# Урсалинка
Урсалинка — река в России, протекает по территории Татарстана. Устье реки находится в 145 км от устья по правому берегу реки Степной Зай. Длина реки составляет 12 км, площадь водосборного бассейна 43,3 км². Количество притоков протяжённостью менее 10 км — 5, их общая длина составляет 12 км. Основные притоки — Моховой и Мокрый. В устьевой части расположены посёлок Урсала и город Альметьевск.

## Данные водного реестра
По данным государственного водного реестра России относится к Камскому бассейновому округу, водохозяйственный участок реки — Кама от Нижнекамского гидроузла и до устья, без реки Вятка, речной подбассейн реки — бассейны притоков Камы до впадения Белой. Речной бассейн реки — Кама.